# Noélie Yarigo
Noélie Ditchakou Yarigo (sinh ngày 26 tháng 12 năm 1985) là một vận động viên chạy bộ cự ly trung bình đến từ Bénin, thi đấu chủ yếu ở nội dung 800 mét. Cô đại diện cho đất nước của mình tại Giải vô địch thế giới 2015 và Thế vận hội mùa hè 2016 mà không tiến lên từ vòng đầu tiên.
Yarigo phục vụ với Không quân Bénin. Cô được nghỉ phép để chuẩn bị cho Thế vận hội 2016, và sử dụng nó để đào tạo ở Pháp tại câu lạc bộ do vợ của huấn luyện viên của cô điều hành.

## Thành tích giải đấu
| Năm                | Giải đấu                 | Địa điểm               | Thứ hạng           | Nội dung           | Chú thích          |
| Representing Bénin | Representing Bénin       | Representing Bénin     | Representing Bénin | Representing Bénin | Representing Bénin |
| ------------------ | ------------------------ | ---------------------- | ------------------ | ------------------ | ------------------ |
| 2005               | Jeux de la Francophonie  | Niamey, Niger          | 6th                | 800 m              | 2:11.61            |
| 2005               | Jeux de la Francophonie  | Niamey, Niger          | 5th                | 4 × 400 m relay    | 3:47.56            |
| 2007               | All-Africa Games         | Algiers, Algeria       | 16th (h)           | 800 m              | 2:13.29            |
| 2013               | Jeux de la Francophonie  | Nice, France           | 9th (h)            | 800 m              | 2:06.76            |
| 2014               | African Championships    | Marrakech, Morocco     | 5th                | 800 m              | 2:01.64            |
| 2015               | World Championships      | Beijing, China         | 35th (h)           | 800 m              | 2:02.48            |
| 2016               | African Championships    | Durban, South Africa   | 6th                | 800 m              | 2:02.68            |
| 2016               | Olympic Games            | Rio de Janeiro, Brazil | 13th (sf)          | 800 m              | 1:59.78            |
| 2017               | Islamic Solidarity Games | Baku, Azerbaijan       | 3rd                | 800 m              | 2:02.47            |
| 2017               | Jeux de la Francophonie  | Nice, France           | 2nd                | 800 m              | 2:01.27            |
| 2017               | Jeux de la Francophonie  | Nice, France           | –                  | 4 × 100 m relay    | DNF                |
| 2017               | World Championships      | London, United Kingdom | 7th (sf)           | 800 m              | 1:59.74            |
| 2018               | African Championships    | Asaba, Nigeria         | 7th                | 800 m              | 2:04.36            |